# Pierre (Pooh)
Pierre è una canzone dei Pooh, pubblicata nell'album Poohlover del 1976 su musiche di Roby Facchinetti e parole di Valerio Negrini. La canzone non uscì come singolo quando fu pubblicata originariamente nel 1976, ma vanta delle cover significative.

## Il brano
Il testo pare ricordare il tema della transessualità, ma utilizzando una figura maschile dal volto coperto dal trucco, i Pooh hanno sempre fatto riferimento all'omosessualità, tema ancora tabù per l'epoca. Dopo la separazione dei Pooh dal produttore Giancarlo Lucariello, infatti, il paroliere Valerio Negrini si stava concentrando sul tema dell'emarginazione per i dischi del gruppo che aveva appena iniziato ad autoprodursi e cercava nuove strade.
Il brano racconta dei ricordi di un uomo e di un suo ex-compagno di scuola, Pierre, che durante l'adolescenza stava scoprendo il suo orientamento sessuale. Si tratta di un ragazzo che il narratore incontra casualmente per strada soltanto diversi anni dopo la fine della scuola. Il pezzo si chiude con una frase di scuse e solidarietà, dato che con l'età, dopo i tempi di scuola, il narratore si è reso conto dell'inadeguatezza delle discriminazioni e della dignità di quel suo compagno, che ora egli esorta a rimanere quello che è, senza paure.
Il brano, accompagnato da una sezione di archi, è intervallato da un assolo di chitarra di Dody, ripetuto a mo' di finale.

## Versioni
La canzone, tra le più note del gruppo, venne ripubblicata in svariati album, sia dal vivo che in studio, tanto in versione originale quanto riarrangiata; primo tra tutti i supporti fu l'antologia I Pooh 1975-1978. Nelle versioni dal vivo, mancando in genere l'accompagnamento orchestrale, il bassista Red l'accompagnava con il violoncello mentre il percussionista Stefano suonava il flauto traverso, anche perché il brano non prevede l'accompagnamento della batteria.
Negli anni '90 venne la volta delle cover: Milva ne cantò una versione nell'album Uomini addosso e poco dopo ne venne pubblicata una versione in studio dell'allora ex-Pooh Riccardo Fogli (album Fogli su fogli). 
Pierre fu pubblicata dai Pooh come singolo, ma solamente nel 2016, adattata a cinque voci e inclusa nell'album dal vivo POOH 50 – L’ultima notte insieme